# Losaria palu
Losaria palu is een vlinder uit de familie van de pages (Papilionidae). De wetenschappelijke naam van de soort is voor het eerst geldig gepubliceerd in 1912 door Ludwig Martin.